# Aeroportul Internațional Fresno Yosemite
Aeroportul Internațional Fresno Yosemite (IATA: FAT, ICAO: KFAT, FAA LID: FAT) este un aeroport din California, Statele Unite ale Americii ce deservește zona Fresno. Aeroportul a fost tranzitat în 2024 de 2.672.881 de pasageri. A fost deschis în 1942 și numit după zona deservită.
Situat la o altitudine de 102 m, aeroportul dispune de 2 piste.

## Infrastructură

### Piste
Aeroportul dispune de 2 piste. Pista 11L/29R are suprafața de asfalt și dimensiunile 9.539 picioare × 150 picioare. Pista 11R/29L are suprafața de asfalt și dimensiunile 8.008 picioare × 150 picioare. 